# Oleksandr Bahač
Oleksandr Mykolajovyč Bahač (in ucraino Олександр Миколайович Багач?; Matusov, 21 novembre 1966) è un ex pesista ucraino.
Ha vinto il titolo mondiale indoor nel 1999, un titolo europeo nel 1998 e due titoli europei indoor (1992, 1994) sempre nel peso.
Ha ricevuto tre squalifiche per doping: la prima di due anni nel 1989 in Coppa Europa, la seconda nel 1997 dove perse anche la medaglia d'oro ai Campionati mondiali di Atene ed infine nel 2000 quando, oltre a perdere l'oro agli europei indoor di Gand, venne squalificato a vita dalle competizioni.

## Biografia
Secondo ai Campionati europei juniores del 1985, nel getto del peso, è stato poi campione dell'Unione Sovietica nel 1989. Lo stesso anno, in Coppa Europa, fu squalificato perché trovato positivo al testosterone.
La cosa costò alla squadra sovietica maschile la mancata qualificazione alla Coppa del mondo.
Ai Campionati europei indoor di Genova 1992, al rientro dalla squalifica, vinse l'oro con la misura di 20,75 metri. L'anno successivo ai mondiali indoor di Toronto vinse la medaglia di bronzo dietro agli americani Mike Stulce e Jim Doehring.
Lo stesso anno ai Campionati del mondo di Stoccarda ha raggiunto la quarta posizione dietro allo svizzero Werner Günthör e agli americani Randy Barnes e Mike Stulce. Stulce è stato poi squalificato per doping, e a Bagach è stato successivamente consegnato il bronzo.
Nel 1994 dopo aver ri-vinto il titolo europeo indoor, all'aperto ha raggiunto il secondo gradino del podio in compagnia dei connazonali Oleksandr Klymenko, il vincitore, e Roman Virastjuk il terzo classificato.
Poco dopo in Coppa del mondo è stato quarto con 20,38 metri.
Nel 1996, alle Olimpiadi di Atlanta, vinse il bronzo con 20,75 metri davanti di solo un centimetro all'italiano Paolo Dal Soglio. Ai Campionati del mondo di Atene 1997 Bagach ha vinto grazie ad un lancio a 21,47 metri, solo tre centimetri davanti allo statunitense John Godina. Cinque giorni dopo, ad un test antidoping, è stato trovato positivo all'efedrina: Godina è diventato così campione del mondo.
Ai Campionati europei di Budapest 1998 ha vinto l'oro con la misura di 21,17 metri. Poco dopo è stato vittorioso anche ai mondiali indoor di Maebashi. Ai mondiali di Siviglia 1999 Bagach ha vinto il bronzo con 21,26 metri dietro allo statunitense C.J. Hunter ed al tedesco Oliver-Sven Buder.
Il 27 febbraio 2000 ai Campionati Europei indoor di Gand ha disputato la sua ultima competizione della carriera. Dopo aver vinto con 21,18, la sua ennesima positività ad un test antidoping, gli è costata la sospensione a vita. Il vincitore è stato successivamente il finlandese Timo Aaltonen.

## Palmarès
| Anno | Manifestazione           | Sede      | Evento         | Risultato | Misura  | Note |
| ---- | ------------------------ | --------- | -------------- | --------- | ------- | ---- |
| 1985 | Europei juniores         | Cottbus   | Getto del peso | Argento   | 18,48 m |      |
| 1992 | Europei indoor           | Genova    | Getto del peso | Oro       | 20,75 m |      |
| 1993 | Mondiali indoor          | Toronto   | Getto del peso | Bronzo    | 20,63 m |      |
| 1993 | Mondiali                 | Stoccarda | Getto del peso | Bronzo    | 20,40 m |      |
| 1994 | Europei indoor           | Parigi    | Getto del peso | Oro       | 20,66 m |      |
| 1994 | Europei                  | Helsinki  | Getto del peso | Argento   | 20,34 m |      |
| 1995 | Mondiali                 | Göteborg  | Getto del peso | 4º        | 20,39 m |      |
| 1995 | Giochi mondiali militari | Roma      | Getto del peso | Oro       | 19,85 m |      |
| 1996 | Europei indoor           | Stoccolma | Getto del peso | 6º        | 19,65 m |      |
| 1996 | Olimpiadi                | Atlanta   | Getto del peso | Bronzo    | 20,75 m |      |
| 1997 | Mondiali indoor          | Parigi    | Getto del peso | Argento   | 20,94 m |      |
| 1997 | Mondiali                 | Atene     | Getto del peso | dq        | dq      |      |
| 1998 | Europei indoor           | Valencia  | Getto del peso | 8º        | 19,89 m |      |
| 1998 | Europei                  | Budapest  | Getto del peso | Oro       | 21,17 m |      |
| 1999 | Mondiali indoor          | Maebashi  | Getto del peso | Oro       | 21,41 m |      |
| 1999 | Mondiali                 | Siviglia  | Getto del peso | Bronzo    | 21,26 m |      |
| 2000 | Europei indoor           | Gand      | Getto del peso | dq        | dq      |      |